# Erik Höglund (präst)
Nils Erik Höglund, född 21 januari 1902 i Svea Livgardes församling, Stockholm, död 3 april 1971 i Uppsala domkyrkoförsamling, Uppsala, var en svensk präst.
Efter studentexamen 1921 blev Höglund teologie kandidat vid Uppsala universitet och prästvigdes i Uppsala stift 1927. Han blev senare filosofie kandidat vid Stockholms högskola 1937. Han blev kyrkoadjunkt i Högbo församling 1927, i Sollentuna församling 1928, kyrkoherde i Västlands församling 1937, i Söderala församling 1947 och var kontraktsprost i Ala kontrakt från 1964.
Höglund författade 1933 skriften En sannsaga om en kyrkas tillblivelse om Sankt Eriks kyrka i Sollentuna.